# Mathilde Mallinger
Mathilde Mallinger, właśc. Lichtenegger (ur. 17 lutego 1847 w Zagrzebiu, zm. 19 kwietnia 1920 w Berlinie) – chorwacka śpiewaczka operowa, sopran.

## Życiorys
Studiowała w Zagrzebiu, następnie była uczennicą Giovanniego Battisty Gordigianiego w Pradze i Richarda Lewy’ego w Wiedniu. Na scenie zadebiutowała w 1866 roku w Monachium w roli tytułowej w Normie Vincenzo Belliniego. W 1868 roku kreowała rolę Ewy w prapremierowym przedstawieniu Śpiewaków norymberskich Richarda Wagnera. W latach 1869–1882 występowała w Königlische Oper w Berlinie. Brała udział w berlińskich premierach Śpiewaków norymberskich (1870) i Aidy (1874). Rywalizowała na scenie z Pauline Lucca, z którą śpiewała razem w Weselu Figara. W 1873 roku gościnnie występowała w Stanach Zjednoczonych. W latach 1890–1895 uczyła śpiewu w Konserwatorium Praskim, od 1895 roku prowadziła działalność pedagogiczną w Berlinie.
Jej uczennicą była Lotte Lehmann.